# Hedwig Höß
Hedwig Höß (ur. 3 marca 1908 w Neukirch, zm. 15 września 1989 w Arlington) – niemiecka nazistka, żona Rudolfa Hößa. Postać spopularyzowana przez oscarowy film Strefa interesów (2023).

## Życiorys
Była córką Ostwalda Richarda Hensela i Linny Florendine Hensel (z domu Kremtz). Miała czterech braci: Gerharda, Fritza, Helmutha i Rudolfa.
Hedwig Hensel i Rudolf Höß pobrali się 17 sierpnia 1929. Poznali się 3 miesiące wcześniej w Związku Artamanów na Pomorzu. Do 1934 mieszkali w Żalęcinie. Mąż prowadził jedno z większych kół organizacji w regionie. Obydwoje pracowali w folwarku rolniczym w okolicach Wrocławia z zamiarem zakupu gospodarstwa rolnego. Po powołaniu męża na stanowisko w obozie Dachau, w styczniu 1935 Hedwig przeprowadziła się z dziećmi do Dachau, następnie, w związku z przydziałem męża, do Sachsenhausen.
Wychowana w środowisku Artamanów, Hedwig Höß nienawidziła tego, co niearyjskie, szczególnie Żydów i Polaków. Małżonków łączył identyczny światopogląd. Niemniej mieli różne charaktery – Hedwig Höß była ciekawska i gadatliwa. Lubiła dużo mówić i wiedzieć. Znała przekonania męża, akceptowała jego pracę, była z niego dumna i chwaliła jego poświęcenie. Od 1942 była świadoma gazowania ludzi w krematoriach w Auschwitz-Birkenau. Po tym, jak dowiedziała się szczegółów, czasowo odmówiła mężowi pożycia seksualnego, bo choć popierała Holocaust, nie chciała, by działo się to blisko jej domu. Miała dostęp do dokumentów, niektóre, w sprawach pilnych i pod nieobecność męża, podpisywała za pomocą jego faksymile. Mąż nazywał ją królową Auschwitz lub pieszczotliwie Mutz.
Hedwig Höß decydowała w sprawach domowych. Hößowie zamieszkali w willi przy obozie Auschwitz-Birkenau, blisko budynku komendantury z biurem komendanta, w maju 1940. Willę odebrano rodzinie polskiego sierż. Józefa Soi. Hedwig Höß poświęcała się pielęgnowaniu przydomowego ogrodu. Do użyźniania ziemi w ogrodzie używała prochów z krematorium. Tak jak mąż przejawiała zamiłowanie do zwierząt. Hedwig Höß zatrudniała w swoim gospodarstwie, w domu i ogrodzie, polskich więźniów i cywilnych robotników przymusowych, jak również niemieckie opiekunki do dzieci, pomoc domową, kuchenną (jedna z nich była Sophie Stippel), krawcowe i szoferów. Na terenie obozu założyła i prowadziła szwalnię, w której więźniarki szyły odzież dla żon personelu obozowego. W willi, której remont przeprowadzono w 1941, organizowała m.in. przyjęcia dla oficerów SS.
Hedwig Höß korzystała z ubrań i używała biżuterii, które zabrano żydowskim więźniom i więźniarkom obozu Auschwitz-Birkenau. Pokazywała się w nich w kasynie, teatrze i kinie. Część dóbr przesyłała rodzinie w Niemczech.
Kiedy w 1942 dowiedziała się o prawdopodobnym romansie męża z więźniarką, Austriaczką Eleonorą Mattaliano-Hodys, Hedwig wykorzystała dłuższą nieobecność męża i usunęła więźniarkę z domu (pracowała jako hafciarka artystyczna). W październiku 1942 Hodys trafiła do karnej kompanii, potem do aresztu dla SS-manów, następnie, po aborcji (ojcostwo Hößa nie zostało potwierdzone), trafiła do obozu Dachau.
Ona sama miała romans z niemieckim kapo pracującym w jej domu.
Urodziła i wychowała pięcioro dzieci:
- syna Klausa-Berndta (1930–1987),
- córkę Heidetraut (1932–przed 2020 rokiem),
- córkę Ingebritte (Inge-Brigitt) (1933–2023),
- syna Hansa-Jürgena (ur. 1937),
- córkę urodzoną w Auschwitz – Annegret (ur. 1943)[1][7][9][11][12][17][18][11].

Dzieci wychowała ściśle według zasad ideologii nazistowskiej. Za jej aprobatą naśmiewały się z ludzi wierzących w Boga. Ludzie pracujący w domu Hößów wspominali, że najstarszy Klaus zachowywał się jak sadysta. Należał do Hitlerjugend.
Pozostała w Auschwitz nawet wtedy, gdy mąż został oddelegowany do Berlina jako komendant KL Oranienburg. Auschwitz traktowała jako swój dom. Mówiła, że to raj na ziemi, że mogłaby tu umrzeć. W listopadzie 1944, gdy Armia Czerwona zbliżała się do Oświęcimia, wraz z dziećmi przeprowadziła się do Ravensbrück. Na wieść o samobójstwie Adolfa Hitlera małżonkowie rozważali to samo rozwiązanie, ale zrezygnowali ze względu na dzieci.
Po II wojnie światowej wraz z dziećmi została ukryta przez męża w cukrowni w St. Michaelisdonn, on sam jako marynarz pracował na farmie. Rodzina czekała na okazję do ucieczki do Ameryki Południowej. W marcu 1946, gdy przybyli tu Brytyjczycy, Hedwig Höß została przesłuchana. Miejsce ukrycia Rudolfa Hößa wyjawiła po tym, jak alianci zagrozili wysłaniem dzieci na Sybir.
Rodzina została zamknięta w areszcie. Gdy najstarszy syn Klaus Höß znalazł pracę w Stuttgarcie, zabrał matkę i rodzeństwo. Potem wyemigrował do Australii.
Hedwig Höß została przesłuchana 19 listopada 1964 w drugim procesie oświęcimskim. Twierdziła, że jest gospodynią domową w Ludwigsburgu. Oznajmiła, że mieszkała z mężem w Auschwitz. Na większość pytań odpowiada, że nie wie lub nie pamięta. Pobierała rentę z tytułu pracy męża w SS, rentę z tytułu szkód wojennych oraz rentę dla sierot i wdów.
Od lat 60. Hedwig co kilka lat odwiedzała córkę Inge-Brigitt (w USA używała imienia Bridget) w Waszyngtonie. Małżonkom nazistowskich zbrodniarzy wojennych nie utrudniano bowiem podróżowania. Hedwig pomagała w opiece nad wnukami. W 2013 Bridget przekazała, że matka mieszkała wówczas w domu niedaleko Stuttgartu z jedną z córek. Nie otrzymywała emerytury państwowej. Z kolei Volker Koop, autor biografii Rudolfa Hößa, ustalił, że Hedwig Höß mieszkała w pokoju w mieszkaniu dyrektora cukrowni, w budynku z centralnym ogrzewaniem. Jej dzieci nie były szykanowane przez sąsiadów, chodziły do miejscowej szkoły i szybko nawiązywały przyjaźnie.
Hedwig Höß zmarła podczas wizyty u córki Bridget w Arlington. Skremowano ją pod fałszywym nazwiskiem i 3 marca 1990 pochowano na wielowyznaniowym cmentarzu w Arlington. Na jej nagrobku widnieje tylko słowo „Mama”.

## W kulturze popularnej
W filmie Jonathana Glazera Strefa interesów (2023) rolę Hedwigi Höß zagrała aktorka Sandra Hüller.